# I Barbieri
I Barbieri sono un gruppo italiano di musica beat fondato nel 1987.

## Storia del gruppo
Nell'ambito della riscoperta della musica beat italiana verso la metà degli anni '80, nacquero nuovi gruppi che si rifacevano alle sonorità originali ed all'estetica (abbigliamento, acconciature, ecc.) del periodo e che, anche nel nome si, riallacciavano a quelli dei complessi dell'epoca come i bolognesi Gli Avvoltoi, i veronesi I Grilli e, appunto, i Barbieri, di Siena.
Il gruppo venne formato nel 1987 su iniziativa di Michele Landi, già cantante dei Pikes in Panic, appassionato di musica beat, che raggruppò attorno a sé Francesco Sciarretta (chitarra e voce), Alessandro Neri (chitarra e voce), Giuseppe Fancelli (basso) e Paolo Ceccarelli (batteria). Come altre band del genere, anche i Barbieri affiancarono al materiale proprio alcune cover di genere beat. Nel loro 45 giri d'esordio, coprodotto nel 1988 dalla Toast Records di Giulio Tedeschi, ripropongono un brano degli Gli Uragani, Con quella voce, insieme a una loro composizione, W il lunedì, inno al giorno di chiusura dei barbieri. Questo primo disco viene prodotto da Giuseppe Pini, ex componente dei Noi Tre, gruppo beat fiorentino che si avvicinò negli ultimi anni della sua carriera al progressive. Dopo questo primo singolo va poi menzionata la partecipazione alla compilazione Punto Zero Vol.1 (Toast Records, 1990) con il brano Non importa.
Il singolo ottenne un discreto successo di critica e aprì la strada al primo album Se vuoi me, registrato in uno studio-cascina vicino a Siena, con la super visione artistica di Giulio Tedeschi e la produzione della Toast Records 1991, continuando a percorrere il solco della tradizione beat italiana, anche con la cover di Un tipo per te dei Ragazzi dai capelli verdi.
Mondi diversi (Toast Records, 1994), registrato ai Minirec Studio di Torino con la collaborazione artistica di Luigi Gigi Guerrieri e la super visione di Giulio Tedeschi, venne realizzato dopo alcuni cambi di formazione e musicalmente rappresenta un tentativo di staccarsi, parzialmente, dal genere beat. Di questo disco sono da ricordare, oltre alla title track, Canzone per Augusto, dedicata ad Augusto Daolio e Un altro giorno di pioggia, brano in cui l'organo Hammond è un omaggio ai Procol Harum; riproposta, inoltre, la cover di Fiori e colori de Le Orme. L'album aveva una multicolore copertina creata per l'occasione da Vince Ricotta dei Powerillusi (loro compagni d'etichetta).
L'anno successivo interruppero l'attività, ma, grazie alla pubblicazione nel 2000 di un album antologico contenente brani registrati dal vivo in diversi periodi, rimise in moto, occasionalmente, la band per alcune apparizioni dal vivo.

## Formazione
- Michele Landi: voce solista
- Francesco Sciarretta: chitarra (fino al 1989)
- Paolo Marucelli: chitarra (dal 1992)
- Giuseppe Fancelli: basso (fino al 1991)
- Carlo Torrini: basso (dal 1992)
- Paolo Ceccarelli: batteria (fino al 1992)
- Lino Geraldi: batteria (dal 1992)
- Alessandro Neri: chitarra e cori (fino al 1992)
- Rinaldo Doro: tastiere (dal 1992)
- Giovanni Bertacchi: chitarra fino al 1989
- Francesca Castelli: Tastiere fino al 1988
- Fabrizio Brogi: Chitarra dal 1991 al 1992
- Fabrizio Cecchi: Basso dal 1991 al 1992

## Discografia
Album in studio
- 1990 - Se vuoi me (Toast Records)
- 1994 - Mondi diversi (Toast Records)

Live
- 2000 - Back up vol. 3 (Aua records)

EP
- 1988 - W il lunedì/Con quella voce/Per noi (Hi-fidelity)
- 2012 - Il mondo gira
- 2014 - Battle of the Bands! (split album con I Fenomeni)

Compilation
- 1990 - Punto Zero Numero 1 (Toast Records), con il brano Non importa